# The Writing's on the Wall
The Writing's on the Wall è il secondo album in studio del gruppo musicale statunitense Destiny's Child, pubblicato il 27 luglio 1999 dalla Columbia Records. Divenuto uno degli album più venduti della storia della musica, con oltre 15 milioni di copie, è l'ultimo progetto musicale a cui hanno preso parte i membri originali del gruppo: Beyoncé, Kelly Rowland, LaTavia Roberson e LeToya Luckett.
Il progetto discografico è stato promosso dai singoli Bills, Bills, Bills, Jumpin' Jumpin' e Say My Name, quest'ultimo vincitore di due Grammy Award come miglior performance R&B di un gruppo e miglior canzone R&B.

## Descrizione
L'album, prodotto da Missy Elliott, Kevin Briggs, Darkchild, Kelly Rowland e Beyoncé, vede tutte e quattro le componenti del gruppo come autrici e compositrici delle tracce.
Il progetto discografico è stato registrato in sole tre settimane, ed è concepito come una serie di dogmi sulle relazioni amorose tra una ragazze e il proprio fidanzato.

## Successo commerciale
Negli Stati Uniti l'album debuttò al numero sei della Billboard 200 il 14 agosto 1999, vendendo oltre 132 000 copie nella sua prima settimana. Rimase nella top 40 per la maggior parte del 1999 e fu certificato dalla RIAA doppio platino nel gennaio 2000, con oltre 2 milioni di copie vendute. Nove mesi dopo la sua uscita The Writing's on the Wall, in seguito al grande successo del terzo singolo Say My Name, tornò nella top ten, raggiungendo il numero cinque il 6 maggio 2000. Durante l'anno trascorse quarantasette delle cinquantadue settimane nella top quaranta e fu il decimo album più venduto del 2000, vendendo 3,8 milioni di copie. The Writing's on the Wall ha trascorso novantanove settimane consecutive nella Billboard 200, dall'estate del 1999 alla primavera del 2001, ed è stato certificato otto volte platino dalla RIAA l'8 novembre 2001.
A livello mondiale il progetto discografico divenne uno degli album R&B più venduti di tutti i tempi. Fu certificato 2× platino dalla International Federation of the Phonographic Industry all'inizio del 2001 in riconoscimento dei due milioni di album venduti in Europa.
Al 2020 sono state vendute oltre 15 000 000 copie globalmente.

## Accoglienza
Il progetto discografico ha ricevuto generalmente recensioni miste da parte della critica musicale.
Rob Brunner per Entertainment Weekly afferma che «il quartetto di Houston, si dimostra più capace di un R&B sicuro e inventivo di molti dei loro contemporanei, tanto che Wall riesce a non sembrare un mero rifacimento di successi altrui» proseguendo «le Destiny's Child hanno imparato una cosa o due dalle Supremes, cantanti che sapevano come usare una pausa ben inserita nel brano o un'armonia cantata per ottenere il massimo effetto. No, le Destiny's non sono riuscite a raggiungere quel livello, ma l'album vale un ascolto».
Katherine St. Asaph recensendo l'album per Pitchfork, riscontra che «al di là del suo dramma da tabloid, l'innovazione del secondo album delle Destiny's Child ha codificato un innovativo suono dell'R&B alla fine del millennio». Proseguendo con l'articolo, Asaph riscontra che «l'intero progetto è presentato con un tema religioso: ogni brano è introdotto sotto forma di un comandamento, e l'album termina con una preghiera, Amazing Grace, dedicata alla defunta manager Andretta Tillman».
Dele Fadele per NME riscontra che «non è un compito facile che le Destiny's Child si sono poste. Offrire 14 comandamenti su come condurre le relazioni, raccontare i difetti e le bugie dei tuoi ex fidanzati e convertire i risultati in un competitivo album R&B contemporaneo; [...] In qualche modo, le quattro giovani donne texane sono riuscite a realizzare l'apparentemente impossibile, aiutate da alcuni dei migliori produttori soul di oggi». Il giornalista resta colpito inoltre da «quanto moderne, assertive ed esigenti siano le Destiny's Child».
Rob Sheffield di Rolling Stone, tuttavia, ha dato all'album una recensione negativa, scrivendo:« The Writing's on the Wall, nonostante momenti musicalmente positivi come Sweet Sixteen, non trova mai quella sonorità che trasforma un progetto in un successo commerciale». Sheffield riscontra inoltre una certa ridondanza tra il brano No, No, No e il singolo Bills, Bills, Bills, affermando che «non è abbastanza sexy da farti alzare a ballare».

### Classifiche
- 31º — Migliori album R&B degli anni 90, Complex[28] (2017)
- 92º — Migliori album dal 1983 al 2008, Entertainment Weekly[29] (2008)
- 454º — 500 Migliori album di tutti i tempi, NME[30] (2013)
- 291º — 500 Migliori album di tutti i tempi, Rolling Stone[31] (2020)

## Controversie

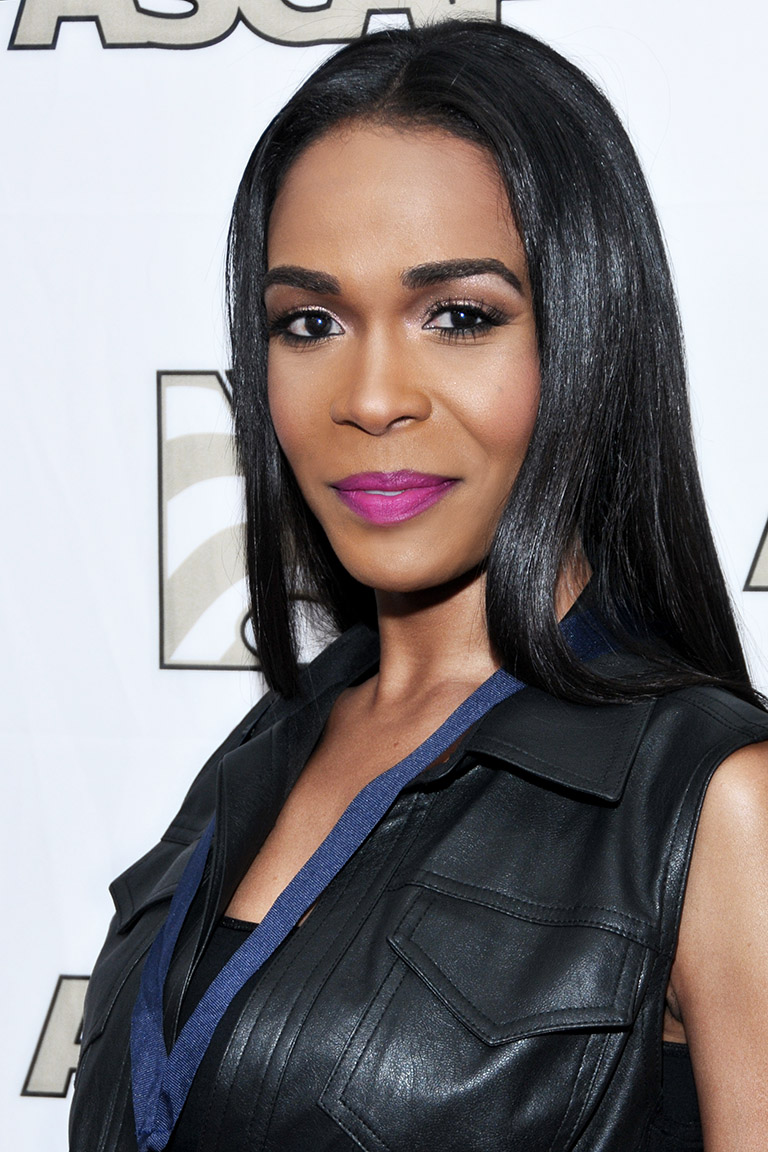
Michelle Williams divenne il terzo membro del gruppo dopo la pubblicazione di The Writing on the Wall.

Nel dicembre 1999, i membri LeToya Luckett e LaTavia Roberson tentarono di separarsi dal manager Mathew Knowles, sostenendo che tratteneva una quota sproporzionata dei profitti del gruppo e favoriva ingiustamente la figlia Beyoncé e la nipote Kelly Rowland. Sebbene le due cantanti non avessero mai espresso l'intenzione di lasciare il gruppo, ma di essere rappresentate da un secondo manager, vennero sostituire da due nuove componenti del gruppo, Farrah Franklin e Michelle Williams, nel momento della registrazione del video per il brano Say My Name. Le due ex componenti avviano una causa legale contro Knowles, sostenendo che il manager «ha tentato di ottenere la tutela legale come tutore di Luckett e Roberson, si è rifiutato di condividere informazioni finanziarie con loro e i loro genitori e le abbia sostituite senza informarle».
Verso la fine del 2000, Roberson e Luckett lasciarono cadere la parte della loro causa rivolta a Rowland e Knowles in cambio di un accordo, anche se continuarono l'azione contro il loro manager. Come parte dell'accordo, ad entrambe le parti fu proibito di parlare l'una dell'altra pubblicamente.

## Riconoscimenti
- 2001 - American Music Award[34]
  - Candidatura al miglior album Soul/R&B
- 2000- Soul Train Music Award[35]
  - Candidatura al miglior album Soul/R&B di un gruppo

## Tracce
1. Intro (The Writing's on the Wall) – 2:07 (Beyoncé Knowles, LaTavia Roberson, Kelly Rowland, LeToya Luckett)
2. So Good – 3:14 (Kevin "She'kspere" Briggs, Kandi Burruss, Beyoncé Knowles, LaTavia Roberson, Kelly Rowland, LeToya Luckett)
3. Bills, Bills, Bills – 4:16 (Kevin "She'kspere" Briggs, Kandi Burruss, Beyoncé Knowles, LeToya Luckett, LaTavia Roberson, Kelly Rowland)
4. Confessions (feat. Missy Elliott) – 4:58 (Missy Elliott, Donald Holmes, Gerard Thomas)
5. Bug a Boo – 3:31 (Kevin "She'kspere" Briggs, Kandi Burruss, Beyoncé Knowles, LeToya Luckett, LaTavia Roberson, Kelly Rowland)
6. Temptation – 4:06 (Dwayne Wiggins, Carl Wheeler, Anthony Ray, Beyoncé Knowles, LeToya Luckett, LaTavia Roberson, Kelly Rowland)
7. Now That She's Gone – 5:35 (Ken Fambro, Tara Geter, Chris Valentine, Daryl Simmons, D. Boynton, A. Simmons)
8. Where'd You Go – 4:15 (Platinum Status, Chris Stokes, Beyoncé Knowles, LaTavia Roberson, Kelly Rowland, LeToya Luckett)
9. Hey Ladies – 4:16 (Beyoncé Knowles, LaTavia Roberson, Kelly Rowland, LeToya Luckett, Kevin "She'kspere" Briggs, Kandi)
10. If You Leave (feat. R.L. of Next) – 4:35 (Chad Elliot, Nycolia "Tye-V" Turman, Oshea Hunter, R. L. Huggar)
11. Jumpin' Jumpin' – 3:47 (Rufus Moore, Chad Elliot, Beyoncé Knowles)
12. Say My Name – 4:29 (Rodney Jerkins, Fred Jerkins III, LaShawn Daniels, Beyoncé Knowles, LeToya Luckett, LaTavia Roberson, Kelly Rowland)
13. She Can't Love You – 4:05 (Beyoncé Knowles, LaTavia Roberson, Kelly Rowland, LeToya Luckett, Kevin "She'kspere" Briggs, Kandi)
14. Stay (Dedicated to Andretta Tillman) – 4:51 (Darryl Simmons)
15. Sweet Sixteen – 4:13 (Beyoncé Knowles, Kelly Rowland, Dwayne Wiggins, Jody Watley)
16. Outro (Amazing Grace... Dedicated To Andretta Tillman) – 2:39 (John Newton)
17. Get on the Bus – 4:44 (Missy Elliott, Tim Mosley) – Bonus track

### Bonus tracks sulle ristampe successive
- No, No, No Part 2
- Independent Women Part I
- Independent Women Part II
- 8 Days of Christmas
- Say My Name (Timbaland remix)
- I Can't Go For That (Bills, Bill, Bills Remix feat. Sporty Thievz)

### Tracce CD-ROM
- Say My Name (video)
- Jumpin', Jumpin' (video)
- No, No, No Part 1 (live performance)
- No, No, No Part 2 (live performance)
- Get on the Bus (video)

## Classifiche

### Classifiche settimanali
| Classifica (1999-01) | Posizione massima |
| -------------------- | ----------------- |
| Australia            | 2                 |
| Austria              | 18                |
| Belgio (Fiandre)     | 8                 |
| Belgio (Vallonia)    | 19                |
| Canada               | 5                 |
| Danimarca            | 16                |
| Finlandia            | 15                |
| Francia              | 32                |
| Germania             | 21                |
| Giappone             | 33                |
| Irlanda              | 3                 |
| Norvegia             | 7                 |
| Nuova Zelanda        | 6                 |
| Paesi Bassi          | 3                 |
| Regno Unito          | 10                |
| Stati Uniti          | 5                 |
| Svezia               | 21                |
| Svizzera             | 23                |

### Classifiche di fine anno
| Classifica (1999) | Posizione |
| ----------------- | --------- |
| Paesi Bassi       | 44        |
| Regno Unito       | 78        |
| Stati Uniti       | 88        |
| Classifica (2000) | Posizione |
| Australia         | 13        |
| Belgio (Fiandre)  | 37        |
| Belgio (Vallonia) | 43        |
| Nuova Zelanda     | 7         |
| Paesi Bassi       | 42        |
| Regno Unito       | 22        |
| Stati Uniti       | 13        |
| Classifica (2001) | Posizione |
| Belgio (Vallonia) | 66        |
| Regno Unito       | 82        |
| Stati Uniti       | 87        |